# Hindsgavldolken
Hindsgavldolken er en flintedolk fra 1900-1700 f.Kr.. Den blev fundet omkring 1867 på Fænø, der dengang hørte under Hindsgavl. Den er 29,5 cm lang og er kun én cm tyk. Den er et af de skønneste stykker oldtidsflint, der er fundet i Danmark. Hindsgavldolken og andre flintdolke er svaret på de importerede dolke af kobber, der kom til Danmark i senneolitikum. Hindsgavldolken er det ene motiv på de danske 100-kronesedler, der kom i omløb i 2010. Dolken kan i dag ses på Nationalmuseet i København.

## Galleri
- Forsiden
- Bagsiden
- Set fra siden
- Fra en fjerde vinkel
- Fra en femte vinkel